# Ii Naomasa
Ii Naomasa est un nom japonais traditionnel ; le nom de famille (ou le nom d'école), Ii, précède donc le prénom (ou le nom d'artiste).
Ii Naomasa (井伊 直政, né le 4 mars 1561, mort le 24 mars 1602)  et un daimyo ,et plus tard un général du  shogun Tokugawa Ieyasu pendant l'époque Sengoku Jidai. Il fait partie des quatre gardiens des Tokugawa (shitennō) avec Sakakibara Yasumasa, Honda Tadakatsu et Sakai Tadatsugu. Il était marié à Toumei-in, la fille de Matsudaira Yasuchika et la fille adoptive de Tokugawa Ieyasu.

## Biographie

### Enfance
Ii Naomasa est né en 1560 à Hoda, un village de la province de Tōtōmi. Tout comme les Tokugawa, sa famille a d'abord été vassale du clan Imagawa. Mais après la mort de son daimyo Yoshimoto Imagawa en 1560 à la bataille d'Okehazama, la situation dégénéra : le successeur de Yoshimoto, Ujizane Imagawa accusa à tort Ii Naochika, le père de Naomasa de trahison. Naochika est donc tué. Naomasa est un très jeune enfant à l'époque, et a de la chance de s'en sortir vivant grâce aux Tokugawa qui le prennent en charge.

### Le général Ii Naomasa
Naomasa entre dans les rangs des Tokugawa au milieu des années 1570. Il gravit rapidement les échelons et obtient finalement, à la suite de la bataille de Sekigahara, le titre important de Hyōbu-dayu dans la province d'Ōmi. En 1584, à la bataille de Nagakute, Naomasa est à la tête de 3 000 arquebusiers dont il use à merveille, attirant ainsi l'attention du shogun sur lui.
Son heure de gloire sonne en 1600, à la bataille de Sekigahara, où son unité dépasse celle des autres généraux et tire le « premier sang » de cette bataille. Cependant, alors que les combats se dissipent, il est blessé par une balle perdue en tentant d'arrêter la fuite de Shimazu Yoshihiro. Cette blessure ne guérira jamais complètement et l'empêchera de prendre part dans les combats des mois suivants.
Ses troupes sont facilement remarquables sur le champ de bataille en raison de la couleur rouge sang de leurs armures pour un impact psychologique sur l'ennemi. Il copie cette tactique sur Masakage Yamagata, un général de Takeda Shingen. Son unité est devenue célèbre sous le nom de « Diables rouges ». Il est dit aussi, mais cela n'a jamais été confirmé, que Naomasa mettait un masque de singe en allant au combat.

### Mort et héritage
La mort prématurée de Ii Naomasa en 1602 est souvent attribuée à la blessure qu'il a reçue à Sekigahara. Il était très apprécié du shogun Ieyasu, aussi n'est-il pas étonnant que ses fils Naotsugu et Naotaka le remplacent. Les Ii restèrent très influents pendant toute l'époque d'Edo, malgré le fait que Naotsugu se soit attiré les foudres du shogun en refusant de participer à une campagne visant à prendre le fief de Toyotomi, à Osaka.
Naomasa est souvent caractérisé comme l'opposé de Honda Tadakatsu, un autre grand général du shogun Tokugawa. En effet, ils sont tous deux de féroces guerriers, mais Honda a survécu à de nombreuses batailles sans subir de blessures, tandis que Naomasa est souvent décrit comme subissant de terribles blessures.
L'ensemble de l'armure de Ii Naomasa est conservé au château de Hikone et accessible aux visiteurs.

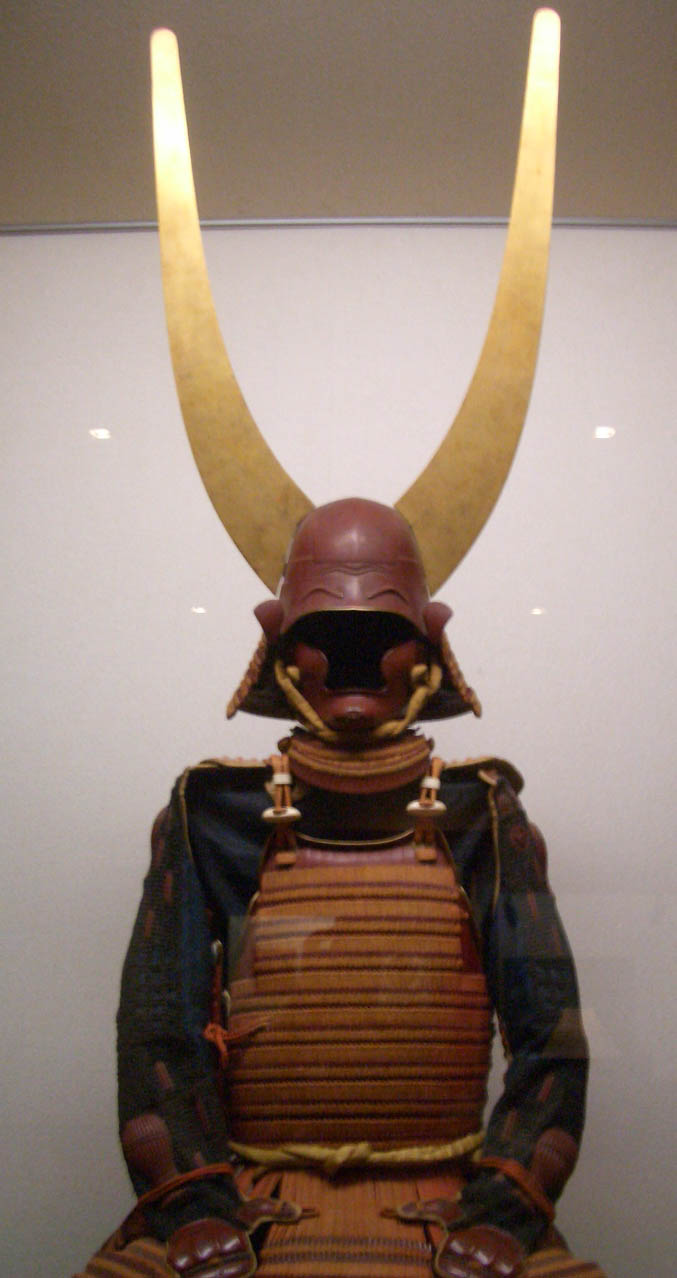
Armure de Ii Naomasa au château de Hikone.